# Bruce Olson
Bruce Olson  (Saint Paul, 1941. november 10. –) skandináv származású, amerikai misszionárius, akit legtöbben arról ismernek, hogy elsőként vitte el az evangélium üzentét a Kolumbia és Venezuela határán élő Motilone indiánoknak.Történetét Bruce Olson a Bruchko című könyvében, valamint a Bruchko és a Motilone csodában meséli el.

## Családja és fiatalkora
Bruce Olson 1941-ben született Saint Paul (Minnesota) államban, Marcus és Inga Olson fiaként. 
Édesapja banki befektető, édesanyja társasági életet élő hölgy volt. Bruce rendkívül jó nyelvérzékkel rendelkezett, ezért korán megtanult görögül és latinul.
Amikor 14 éves volt, megtapasztalta a keresztény megtérést, érezte, ahogy új ember lesz, miközben az Újszövetséget olvasta.
Korábban Istent egy zord, kegyetlen lénynek képzelte, aki mindenkit a pokolra vet, Olson nagyon kritikus lett a lutheránus egyházzal szemben. De a Lukács 19:10-ben felfedezett egy egészen másfajta Isten képet. „Mert azért jött az embernek Fia, hogy megkeresse és megtartsa, ami elveszett”.
Bruce tudta, hogy elveszett és bűnei miatt el van választva Istentől. De rájött, hogy hogy Isten meg akarja őt találni. Azon az éjszakán, Bruce Olson imádkozott és arra kérte Jézust, hogy töltse be őt ugyanazzal a békével, mint amivel az apostolokat, és segítsen neki megváltozni. Ettől a pillanattól Olson élete teljesen megváltozott. 
16 évesen, részt vett egy konferencián, abban a gyülekezetben, ahová megtérése után kezdett járni. A konferencián egy misszionárius Mr. Rayburn, beszélt a munkájáról, amit Új-Guineában végzett.  
Rayburn felhívta az emberek figyelmét arra, hogy rengeteg ember van elválasztva Jézustól a bűnei miatt. Rayburn arra kérte az embereket, hogy ne csak pénzt adakozzanak, hanem magukat adják, menjenek ők is terjesszék a kereszténységet. Olson érezte, hogy Isten azt akarja, hogy misszionárius legyen, és Dél-Amerikában az indiánoknak hirdesse az evangéliumot.  
1959 őszén, Olson jelentkezett a Penn State-re, majd egy évvel később átjelentkezett a Minnesotai Egyetemre, hogy nyelvészetet tanulhasson. Ez idő alatt, Bruce számtalan missziós programra jelentkezett, de mindig visszautasítást kapott. De 1961-ben, 19 évesen, a szülői nyomás ellenére otthagyta az egyetemet, repülőjegyet vett és Venezuelába utazott. Nem beszélt spanyolul és mindössze pár dollárja volt.
Röviddel érkezése után hallott a Motilone indiánokról, egy agresszív kőkorszaki szinten élő törzsről, akik Venezuela és Kolumbia határán éltek, szerepeltek a hírekben, mert agresszív összecsapásaik voltak az olaj vállalatok dolgozóival, akik a földjükön szerettek volna fúrni. A külvilágból senki sem tudott semmit a Motilone kultúráról, a nyelvükről vagy az életükről. Olson erős késztetést érzett, hogy kapcsolatot létesítsen velük.

## Munka a Barí-val
Az 1960-as évekig, a Moteline törzsnek csak nagyon kevés kapcsolata volt a külvilággal. Hittek egy egyedüli Isten létezésében. És abban hogy léteznek gonosz szellemek is.
De azt gondolták, hogy Isten elutasította őket, a csalárdságaik miatt. Egy férfi akit Sacamaydodjinak hívtak, elment közéjük, és azt állította magáról, hogy próféta, azt mondta az indiánoknak, hogy ő át tudja őket emelni a horizonton túli, jobb földre. A motelinek elhagyták Istent és ezt az embert kezdték követni. Végül kiderült, hogy Sacamaydodji egy hamis próféta, az indiánok megbánták, hogy eltávolodtak Istentől. Ám még mindig, megvolt a próféciájuk egy magas sárga hajú férfiról, aki egy banánfürttel fog jönni és megmutatja Istent a banánfürttel.
Sok bonyodalom árán, és az után, hogy Brucet eltalálta egy Motilone indián nyila, 1962-ben az ifjú misszionárius elkezdett a motiloneokkal élni, tanulva a nyelvüket és a kultúrájukat. Először felfedezte, hogy a  "Motilone" egy spanyol elnevezése a törzsnek, a jelentése pedig "rövid hajú emberek". A Motilone indiánok magukat "Barí"-nak hívták, ami annyit tesz a nyelvükön, hogy "ember". Ahogy egyre jobban sikerült Brucenak beilleszkednie a törzs életébe, a Bruchko becenevet kapta egy Motilonetól. Lassan elkezdte látni mi módon tud segíteni az indiánoknak. A Barí-kat rengeteg járvány támadta meg, az esős évszakban az élelem tartalékaik kimerültek, és nem volt jó kapcsolatuk a külvilággal, ami azzal fenyegette a Barí-kat, hogy elpusztítja őket. 
Olson azzal kezdte a munkáját, hogy összebarátkozott a falu boszorkány doktorával. Ám rájött arra, hogyha ő kezelné az embereket az aláásná a boszorkánydoktor tekintélyét. Egyszer egy fertőző szemgyulladás-járvány tört ki, Bruce figyelte a boszorkány doktort, ahogyan kántál a fertőzötteknek, kérve Istent, hogy gyógyítsa meg a beteget. Olson megkérdezte az asszonyt a módszeréről, azt felelte, hogy kántál , de Isten nem akar neki segíteni azóta, mióta megcsalták őt. Olson kiment a házból és megkért egy fertőzött férfit, hogy had érinthesse meg a szemét, az öreg férfi beleegyezett, Olson pedig a váladékot a férfi szeméről a saját szemére kente, így fertőzve meg saját magát. Pár nap múlva elő is jött rajta a fertőzés és elment a boszorkány doktorhoz, hogy gyógyítsa meg őt. Az asszony kántált neki, de a szemgyulladás nem gyógyult. Olson adott neki antibiotikumos kenőcsöt és arra kérte a boszorkány doktort, hogy kenje a szemére, miközben új éneket kántál- természetesen azért, mert ő kívülálló és a régi énekek nem működnek rajta. Egy pár napon belül Bruce szeme meggyógyult. Így az asszony elkérte Olson "főzetét", és amikor használta a szert és az éneket, a szemgyulladások eltűntek. Az asszonynak sikerült magasabb tekintélybe kerülnie, és Brucnak is biztos helye lett mellette.
A törzsön belül, Bruce összebarátkozott egy fiatal fiúval, akit Bobarishorának neveztek, olyanok lettek mint a fogadott testvérek. Együtt dolgoztak és együtt látogatták a különböző Barí falvakat, segítettek a gyógyító férfiaknak és asszonyoknak egészség központokat létrehozni, azt a stratégiát követve, hogy inkább megerősítik ezeknek az embereknek a tekintélyét, mintsem aláássák.
Eleinte, néhány Barí feltételezte, hogy Olson lehet a magas, sárga hajú férfi a próféciából, de nem volt Banán indája, ezért hamar felhagytak a feltételezésükkel. Egy napon 1965-ben, Olson barátja Bobarishora, ketté vágott egy banánfürtöt, és a levelek kinyíltak, mint egy könyv lapjai. Olson rámutatott a Bibliára és azt mondta "Ez Isten banán fürtje". Olson mesélt nekik egy Barí legendáról, amit tanult, egy Barí férfiról, aki segíteni szeretett volna a hangyáknak jó otthont építeni, de mivel a férfi túl nagy volt és nagyon különbözött a hangyáktól ezért, a hangyák félelmükben szétszóródtak. Csodálatos módon, a férfi hangyává változott, és mint hangya képes volt megmutatni a többi hangyának, hogy, hogyan fejleszthetnék otthonukat.
Olson arra használta ezt a történetet, hogy példázza, hogyan jelent meg Isten, emberként Jézus személyében és hogyan "járta a mi ösvényeinket". Olson elmondta nekik, hogyan halt meg Jézus és azt, hogy feltámadt és elmondta az indiánoknak, hogy a Biblia meséli el Jézus történetét.
Röviddel ezután, egy éjjel Bobarishora megkérdezte Olsont, hogyan járhatna ő is Jézus ösvényén. Olsonnak nehézségei támadtak, hogyan is magyarázhatná el a "hit"-et a Barí nyelven. Így hát emlékeztette Bobarishorát az első ünnepségére a törzzsel, nagyon félt felmászni a magasra feszített függőágyakra, hogy szabadon hintázva énekeljen a törzzsel. Az egyik lábát a talajon akarta tartani, de Bobarishora azt mondta neki, hogy csak akkor énekelhet ha teljesen függ a függőágyban. Olson elmondta Bobarishorának, hogy "Ugyanez a helyzet Jézus követésével is, Bobby (Bobarishora). Az emberek közül senki nem tudja megmondani neked, hogyan járhatsz az ő ösvényén. Ezt csak Jézus tudja megmondani. De ahhoz a függőágyad köteleit Őbelé kell rögzítened. Istenben kell felfüggesztened magad." Két nappal később, Bobarishora azt mondta Brucenak, "Bruchko, Jézusba rögzítettem a függőágyam köteleit. Most már új nyelvet beszélek." A Barí-nak a "nyelv" ugyanazzal a jelentéssel bír mint élet. Bobarishora arról beszélt, hogy új élete lett, ami Jézustól függ.
Hónapokkal később, a törzs a Nyilak ünnepét ünnepelte, ez volt az egyetlen alkalom az évben, amikor minden Motilone indián összegyűlt. Ilyenkor köttettek a szerződések és történeteket meséltek, Bobarishorát megkérte egy idősebb főnök, Adjibacbayra, hogy énekeljen. Felmásztak egy magasan rögzített függőágyba, és a két férfi énekelni kezdett, először Bobarishora, utána Adjibacbayra sorról sorra mindent megismételte. Bobarishora énekelt arról, hogyan csalták meg Istent, amikor Scamaydodjit követték, de Jézus járt a Barí-k ösvényén, hogy Istenhez visszavezesse őket. A dal több mint tíz óráig tartott, de a hatása rendkívüli volt. Az egész törzs elfogadta a dalt Jézusról. A dal gyorsan elterjedt a Barí falvakban, a Nyilak Ünnepén. Pár hónapon belül, gyakorlatilag az összes Barí elfogadta a kereszténység kontextualizáltabb formáját.
Jelenlegi becslések szerint a Barí embereknek 70%-a keresztény.
Olson a Barí-kal folytatott munkája során, segített nekik egy írott nyelv kialakításában, iskolákat, közösségi- és egészségközpontokat hoztak létre, és a kolumbiai kormánnyal együttműködve védték a Barí földeket. Ahogy a Barí fiatalok megtanultak folyékonyan spanyolul és a barí nyelven, tovább tanultak orvosnak, jogásznak és további más szakmákat tanultak, de mindig visszatértek a törzshöz és ott hasznosították tudásukat.  

## Magyarul megjelent művei
- Bruchko. Dokumentumregény egy tizenkilenc éves fiatalemberről, aki egy primitív, őserdei indián törzs fogságába kerül és keresztény hitre téríti őket; Hit Gyülekezete, Bp., 1991

## Fordítás
- Ez a szócikk részben vagy egészben  a   Bruce Olson című angol Wikipédia-szócikk ezen változatának fordításán alapul.  Az eredeti cikk szerkesztőit annak laptörténete sorolja fel. Ez a jelzés csupán a megfogalmazás eredetét és a szerzői jogokat jelzi, nem szolgál a cikkben szereplő információk forrásmegjelöléseként.

## További linkek
- Official website Archiválva 2012. szeptember 28-i dátummal a Wayback Machine-ben
- New website